# Tuc des Cingles
El Tuc des Cingles és una muntanya de 2.595 metres que es troba entre els municipis de Naut Aran, a la comarca de la Vall d'Aran i França.